# آرسابر
آرسابر (به یونانی: Ἀρσαβήρ، برگرفته از نام ارمنی آرشاویر) نجیب‌زاده‌ای بیزانسی با تبار ارمنی بود. او در فوریهٔ سال ۸۰۸ میلادی از سوی گروهی از صاحب‌منصبان سکولار و کلیسایی که از شیوهٔ حکومتداری نیکه‌فوروس یکم، امپراتور وقت بیزانس ناراضی بوده و علیهش دسیسه‌چینی کرده بودند به‌عنوان امپراتور جدید انتخاب شد. اما نیکه‌فوروس از نقشهٔ آنان آگاهی یافت و حکم به دستگیری توطئه‌گران داد. آنها را کتک زدند و پس از مصادرهٔ اموالشان تبعید نمودند. آرسابر را نیز پس از آنکه سرش را تراشیدند به صومعه‌ای در بیتینی تبعید کردند.
دختر آرسابر، تئودوسیا، به همسری لئو (بعدتر امپراتور لئوی پنجم) درآمد. لئو که تا آن زمان از خاصگان نیکه‌فروس یکم به‌شمار می‌رفت به‌ناگاه تبعید شد که علت احتمالی آن را، ارتباط او با آرسابر دانسته‌اند.

## ادبیات
- الکساندر پی کژدان (Hrsg.). فرهنگ لغت بیزانس آکسفورد. انتشارات دانشگاه آکسفورد، نیویورک NY 1991، ISBN 0-19-504652-8 ، S. 186.
- رالف یوهانس لیلی، کلودیا لودویگ، توماس پراتش، ایلسه روچو، بیت زیلکه. Prosopographie der mittelbyzantinischen Zeit. 1. Abteilung: (641-867). باند 1: هارون (#1) – جورجیوس (#2182). Nach Vorarbeiten Friedhelm Winkelmann erstellt. Herausgegeben von der Berlin-Brandenburgischen Akademie der Wissenschaften. De Gruyter, Berlin 1999, ISBN 3-11-015179-0 , S. 193 Nr. 600.
- ایلسه روچو. Byzanz im 8. Jahrhundert in der Sicht des Theophanes. Quellenkritisch-historischer Kommentar zu den Jahren 715–813 (= Berliner byzantinistische Arbeiten. Bd. 57). Akademie-Verlag, Berlin 1991, ISBN 3-05-000700-1 , S. 289.
- الکسیوس جی. ساوویدس، بنجامین هندریککس (Hrsg.). دایره‌المعارف واژگان عروضی تاریخ و تمدن بیزانس . Bd. 1: هارون - ازارث . Brepols Publishers, Turnhout 2007, ISBN 978-2-503-52303-3 , S. 390-391.
- کریستین ستیپانی. تداوم نخبگان در بیزانس در قرون تاریک. Les princes caucasiens et l'Empire du VIe au IXe siècle. De Boccard, Paris 2006, ISBN 978-2-7018-0226-8 , S. 370-392.
- سیریل تومانوف. سلسله‌های قفقاز مسیحی دوران باستان تا قرن XIX. جداول généalogiques et chronologiques. Rom 1990, S. 270-274.
- وارن تی تردگلد. احیای بیزانس، 780-842 . انتشارات دانشگاه استنفورد، استانفورد CA 1988، ISBN 0-8047-1462-2 ، S. 479.